# ティングリ3
ティングリ3（アルバニア語:Tingulli 3、別名:Tingulli 3nt、Tingulli Trent）は、コソボの首都プリシュティナ出身のヒップ・ホップ・グループである。コソボをはじめとするアルバニア語圏では、アデリーナ・イスマイリやチリェータ・ジラガ（Çiljeta Xhilaga）、エルヴァーナ・ジャタ（Elvana Gjata）らと並び、同年代の若者を代表する音楽アーティストのひとつである。

## メンバー
- ゲトアル・セリミ（アルバニア語版）（Getoar Selimi、1982年7月3日 - ） 
  - 通称:ゲトアリ（Getoari）、Ghetto Geasy または Geti とも。BABASTARS 社長。
- アゴン・スュレイマニ（Agon Sylejmani、1982年7月28日 - ）
  - 通称:ビッグ・ヅィグ（Big-Xig）

## 来歴[1]
- 1996年、ゲトアル・セリミ、Jeton Topushen、Besa Gashi の3人で結成されたが、メンバーの一人がアメリカ合衆国に移ったため、活動を中止した。
- その後、Jeton と Besa が脱退。アゴン・スュレイマニ（Big-Xig）がメンバーに加わる。
- 1998年、活動を再開した。
- 2000年、アルバム『Prishtina Fuckin' City』でデビュー。
- 2002年、アルバム『alBOOMi i 2-të』から「LLokum Me Ara」がヒットした。
- 2004年、アルバム『I 3nt』から「Bal 3D」、「Muzika Jone」、「Mustafa」、「Vesa」がヒットした。
- 2006年、アルバム『Babes』が大ヒットした。
- 2008年、アルバム『Pika Per Vesh』から「Kalle Sonte」、「A Po Don Kesh」、「Me Merr」（ソニ・マライをフィーチャリング）がヒットした。
- 2010年、ゲトアル・セリミが BABASTARS と言うレーベルを立ち上げる。所属アーティストはティングリ3 のほか、Skillz、TDS、Stress、Cozman など。アルバム『Ma I Madhi N'ven』から「Ma I Madhi N'ven」、「Asnihere」、「I Kom」（エルマル・フェイズラフ（英語版）をフィーチャリング）、「Ani Ani Syn」（フロリ・ムマイェシをフィーチャリング）がヒットした。
- 2014年6月14日、「Jasha」のビデオクリップを公開。わずか24時間で約30万回再生された。

## ディスコグラフィー

### アルバム
- Prishtina Fuckin' City（2000年）
- alBOOMi i 2-të（2002年）
- I 3NT（2004年）
- Babes（2006年）
- Pika per Vesh（2008年）
- Ma I Madhi N'ven（2010年）

### デジタル・シングル
※Tingulli Trent 名義
- Vesa（2012年）
- Po T'shoh Permas（2013年）
- Jasha（2014年）

※ゲトアル・セリミの別名:Ghetto Geasy のソロ名義
- N'Pristine（2012年）
- Ma I Madhi N'ven II（2013年）
- E Nxonme（2013年）
- Tirana Lifestyle（2015年）
- Sjena Mo（2015年）
- Bs（2016年）
- Ajo（2016年）
- Berlusconi（2016年）
- Birthday（2017年）
- Bisha Me 2 Koka（2017年）